# Кемеровский областной театр драмы имени А. В. Луначарского
«Теа́тр дра́мы Кузбасса и́м. А. В. Лунача́рского» — драматический театр Кемеровской области Российской Федерации, основанный 1 ноября 1934 года. Расположен на улице Весенней в городе Кемерово. 
Учредителем театра является Министерство культуры и национальной политики Кемеровской области.
Директор театра — Разуков Алексей Анатольевич.

## История театра
История Кемеровского областного театра драмы началась 1 ноября 1934 года. Тогда ещё Государственный театр драмы «Культармеец Кузбасса» открыл первый театральный сезон спектаклем «Гибель эскадры» по пьесе Александра Корнейчука в постановке Алексея Ларионова. 
Первоначально театр размещался в здании кемеровского Дворца труда, построенного в 1927 году. 
В 1941 году, в начале Великой Отечественной войны, после объединения с переведённым в Кемерово Томским театром драмы и комедии имени А. В. Луначарского, театр был размещён в здании кинотеатра «Москва». Своё же здание на время войны театр отдал заводу «Карболит», который переоборудовал помещения под производственные цехи. 
Имя первого наркома просвещения РСФСР Анатолия Васильевича Луначарского кемеровский театр унаследовал от томского после слияния двух трупп в 1941 году и носит его по настоящее время.
30 октября 1948 года театр вернулся в полностью восстановленное здание Дворца труда. 
В 1961 году получил собственное здание на улице Весенней. 
В разные годы на сцене театра работали талантливые актёры — народные артисты РСФСР Валентина Литвинова, Борис Суров, Борис Соловьёв, Владимир Самойлов, Вячеслав Акашкин, заслуженные артисты РСФСР Татьяна Кораблёва, Аркадий Дахненко, режиссёр Вадим Климовский.

## Труппа

### Артисты прежних лет
- Самойлов, Владимир Яковлевич (1924—1999), народный артист СССР.
- Бетев, Пётр Павлович (1926—2002), народный артист РСФСР.
- Ишкова, Галина Семёновна (1927—2008), народная артистка РСФСР.
- Литвинова, Валентина Алексеевна (род. 1932), народная артистка РСФСР.
- Суров, Борис Николаевич (1924—1994), народный артист РСФСР.
- Дахненко, Аркадий Евстафьевич (1938—1993), заслуженный артист РСФСР.
- Бурков, Георгий Иванович (1933—1990), заслуженный артист РСФСР
- Шокин, Евгений Сергеевич (1944—2023), народный артист России
- Царёва, Светлана Александровна, заслуженная артистка России
- Емельянов, Александр Александрович

### Современная труппа
- Цуканова, Лидия Николаевна, народная артистка России
- Копылова, Людмила Владимировна, заслуженная артистка России
- Усанова , Людмила Николаевна, заслуженная артистка Белоруссии
- Мирошниченко Виктор Васильевич, заслуженный артист России
- Темирбаев, Юрий Тимофеевич, заслуженный артист России
- Кухарев, Олег Сергеевич, заслуженный артист России
- Новикова, Наталья Никитична
- Быков, Михаил Юрьевич
- Мартышина, Дарья Владимировна
- Шилова, Светлана Сергеевна
- Шилова, Олеся Валерьевна
- Амзинская, Наталья Витальевна
- Манадышев, Роман Андреевич
- Чинкова, Софья Романовна
- Гоммершмидт, Кирилл Александрович
- Сорвилов, Игорь Олегович
- Шокина, Устинья Дмитриевна
- Волков, Владимир Андреевич
- Червова, Ольга Викторовна
- Лифанов, Максим Сергеевич
- Тельная, Юлия Николаевна
- Остапенко, Антон Александрович
- Грибанова, Екатерина Павловна
- Куликов, Андрей Владимирович
- Илларионова, Анна Олеговна
- Алсуфьев, Юрий Юрьевич
- Егорова, Виктория Витальевна
- Зелинская, Алиса Дмитриевна

## Награды
- Орден «Знак Почёта» (30 ноября 1984 года) — за заслуги в развитии советского театрального искусства[2].